# Chính phủ (báo)
Báo điện tử Chính phủ (VGP News) là một tờ báo được thành lập bởi Chính phủ Việt Nam vào ngày 10 tháng 1 năm 2006. Trang báo hoạt động với 3 ngôn ngữ chính là tiếng Việt, tiếng Trung và tiếng Anh. Tờ báo cũng là cơ quan ngôn luận của Văn phòng Chính phủ. Trang báo được tổ chức và hoạt động theo mô hình cơ quan báo chí, thông tin, truyền thông; chịu sự quản lý nhà nước về thông tin, truyền thông của Bộ Thông tin và Truyền thông theo quy định của pháp luật. Tổng Giám đốc hoặc một Phó Tổng Giám đốc Cổng Thông tin điện tử Chính phủ được phân công kiêm nhiệm Tổng Biên tập Báo Điện tử Chính phủ.

## Lịch sử
Vào ngày 10 tháng 1 năm 2006, Thủ tướng Chính phủ Phan Văn Khải đã nhấn nút khai trương Cổng Thông tin Điện tử Chính phủ (tiền thân là Website Chính phủ), hòa mạng internet toàn cầu và Báo Điện tử Chính phủ.
Ngày 26 tháng 5 năm 2006, Bộ trưởng, Chủ nhiệm Văn phòng Chính phủ đã ban hành Quyết định số 05/2006/QĐ-VPCP về Quy chế tổ chức và hoạt động của cơ quan Trang tin điện tử của Chính phủ trên Internet.
Ngày 1 tháng 9 năm 2013, ông Vi Quang Đạo được bổ nhiệm Phó Tổng Giám đốc Cổng Thông tin điện tử Chính phủ kiêm Tổng Biên tập Báo Điện tử Chính phủ thay cho ông Phạm Việt Dũng.
Ngày 13 tháng 9 năm 2020, ông Nguyễn Hồng Sâm trở thành Tổng Giám đốc Cổng thông tin điện tử Chính phủ Việt Nam kiêm nhiệm Tổng Biên tập Báo Điện tử Chính phủ thay thế cho ông Vi Quang Đạo về hưu.
Đến ngày 18 tháng 1 năm 2022, tại Hà Nội, Cổng Thông tin Chính phủ tổ chức Lễ khai trương Hệ thống giao diện mới của Cổng, Báo Điện tử Chính phủ và tòa soạn hội tụ dưới sự chứng kiến của Phó Thủ tướng Vũ Đức Đam.

## Văn phòng
Trụ sở chính nằm tại số 16 đường Lê Hồng Phong, phường Ba Đình, thành phố Hà Nội và có ba văn phòng thường trú ở thành phố: Hồ Chí Minh, Đà Nẵng và Cần Thơ.

## Cổng Thông tin điện tử Chính phủ
Cổng Thông tin điện tử Chính phủ (Cổng TTĐT Chính phủ hay VGP – viết tắt cho Vietnam Government Portal) là nơi đăng tải những thông tin liên quan đến vấn đề của Chính phủ Việt Nam, được thành lập cùng ngày và cùng trụ sở với Báo điện tử Chính phủ. Cổng TTĐT Chính phủ cùng hoạt động song hành với Báo điện tử Chính phủ.

### Lịch sử
Cổng Thông tin điện tử Chính phủ (trước đây là Trang tin điện tử Chính phủ) hòa mạng internet vào ngày 10/01/2006.

### Nhiệm vụ
Nhiệm vụ của Cổng Thông tin điện tử Chính phủ là phối hợp với các cơ quan, tổ chức liên quan thực hiện công tác bảo đảm thông tin phục vụ hoạt động của Chính phủ, Thủ tướng Chính phủ, Văn phòng Chính phủ; đầu mối tổ chức, quản lý, công bố các thông tin chính thống của Chính phủ, Thủ tướng Chính phủ, Văn phòng Chính phủ trên Báo điện tử Chính phủ và Trang tin điện tử Văn phòng Chính phủ.